# Weilburg
Weilburg település Németországban, Hessen tartományban. Lakosainak száma 13 395 fő (2023. december 31.).

## Népesség
A település népességének változása:
| Lakosok száma | 13 093 | 12 547 | 13 337 | 13 022 | 12 990 | 12 939 | 13 334 | 13 395 |
|               | 2010   | 2014   | 2015   | 2017   | 2019   | 2021   | 2022   | 2023   |